# Калдаш Барбоза, Домингуш
Доми́нгуш Ка́лдаш Барбо́за (порт. Domingos Caldas Barbosa; 4 августа 1740 — 9 ноября 1800) — бразильский поэт и музыкант.

## Биография
Домингуш Калдаш Барбоза родился в Рио-де-Жанейро 4 августа 1740 года; сын португальского коммерсанта и ангольской рабыни. Служил в армии. 
В 1772 году он переехал в город Лиссабон, в 1777 году стал священником. Калдаш Барбоза писал стихи, играл на скрипке, пел, занимался театром и пользовался большим успехом в высшем лиссабонском обществе. 
В 1790 году выступил основателем Академии изящных искусств в Лиссабоне. 
Пользовался поэтическим псевдонимом Lereno Selenuntino — в том числе при издании книги своих стихов «Скрипка Лерено» (порт. «Viola de Lereno», 1798). Поэзия Калдаш Барбозы близка к народной песне, часто меланхоличной, но подчас и зажигательной.
Домингуш Калдаш Барбоза умер 9 ноября 1800 года в Лиссабоне.